# 대한민국 상법 제187조
대한민국 상법 제187조는 소제기의 공고에 대한 상법 회사법의 조문이다.

## 조문
상법 제187조 (소제기의 공고) 설립무효의 소 또는 설립취소의 소가 제기된 때에는 회사는 지체없이 공고하여야 한다.

## 같이 보기
- 회사설립무효의 소